# Battert
De Battert is een 568 meter hoge berg op de westelijke rand van het Noordelijke Zwarte Woud in de Duitse deelstaat Baden-Württemberg. Op de westflank bevindt zich de ruïne van het Schloss Hohenbaden, op de zuidzijde het klim- en natuurgebied de Battertfelsen en op de oostelijke helling het Baden-Badener stadsdeel Ebersteinburg.
Op de bergrug bevinden zich nog restanten van een ringwalburg van vermoedelijk Keltische oorsprong.

## Fotogalerij

Battert - Baden-Baden
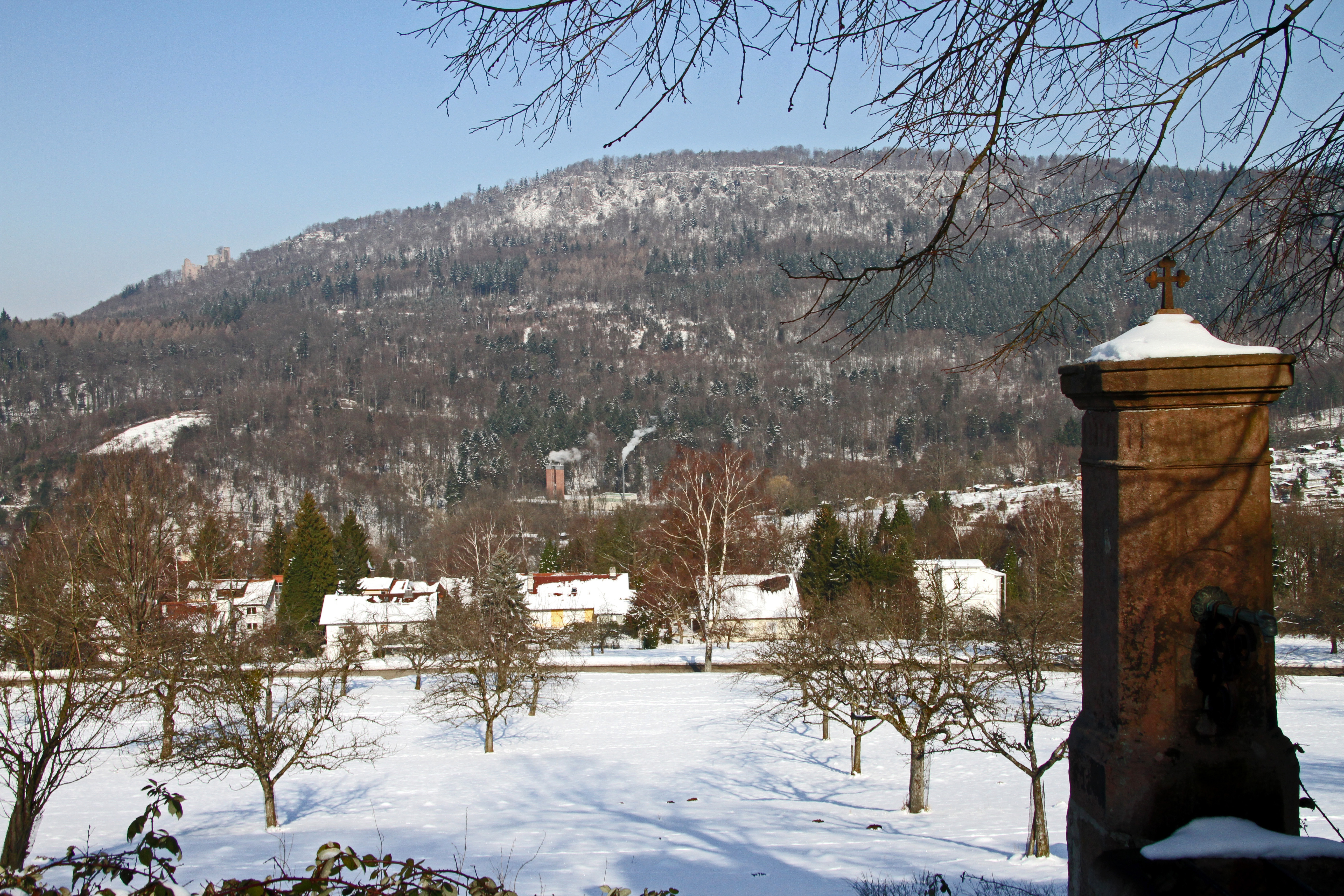
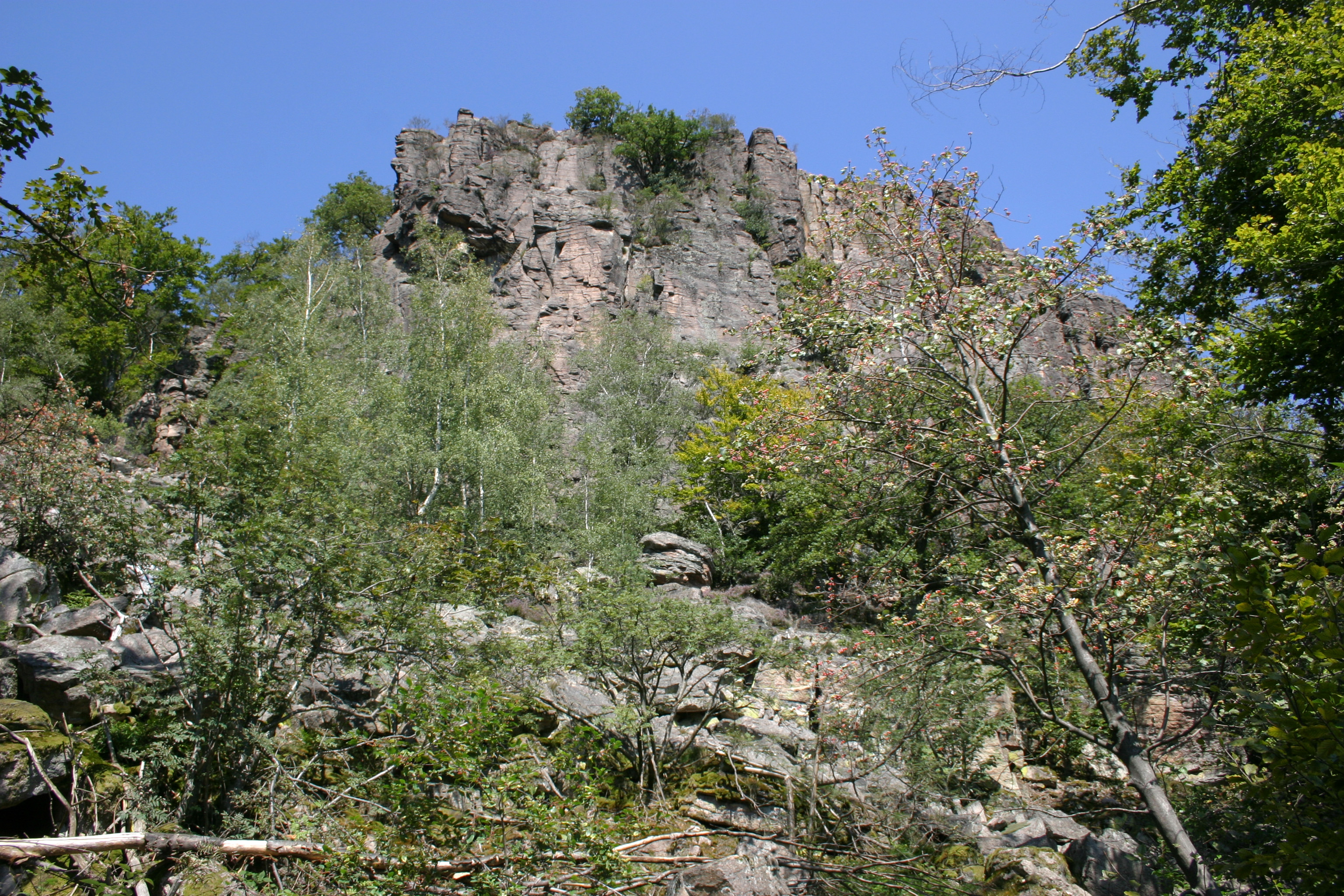
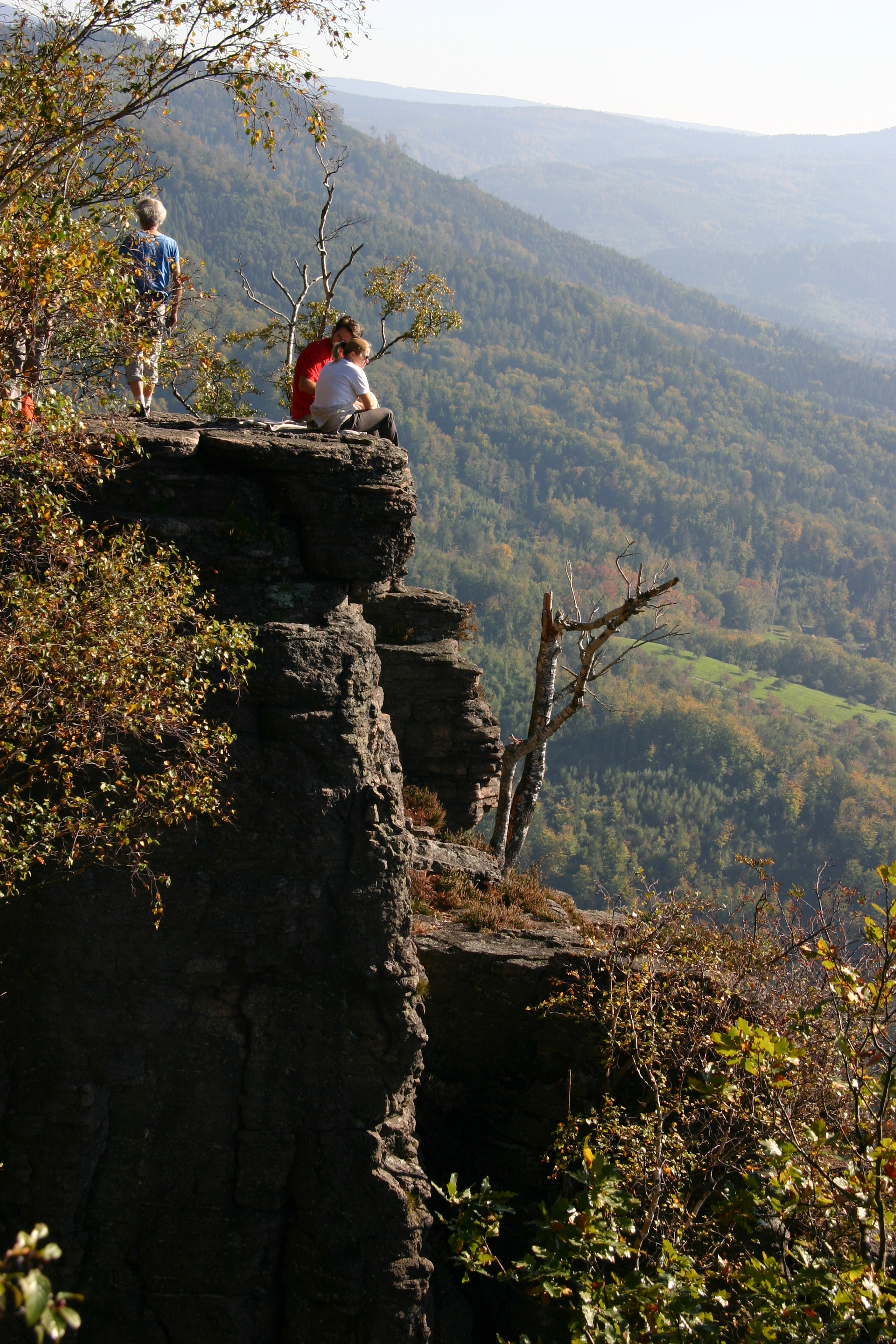
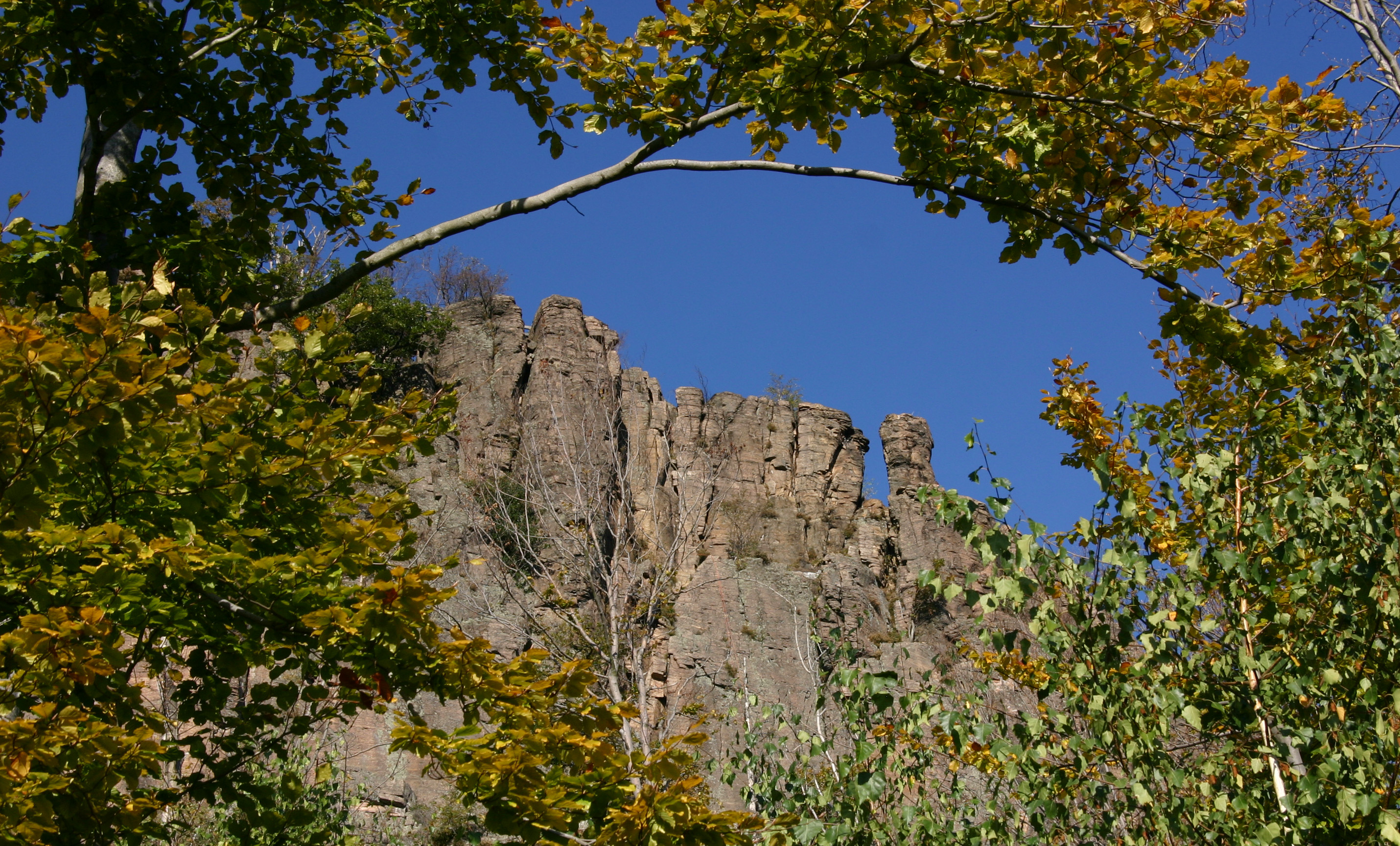
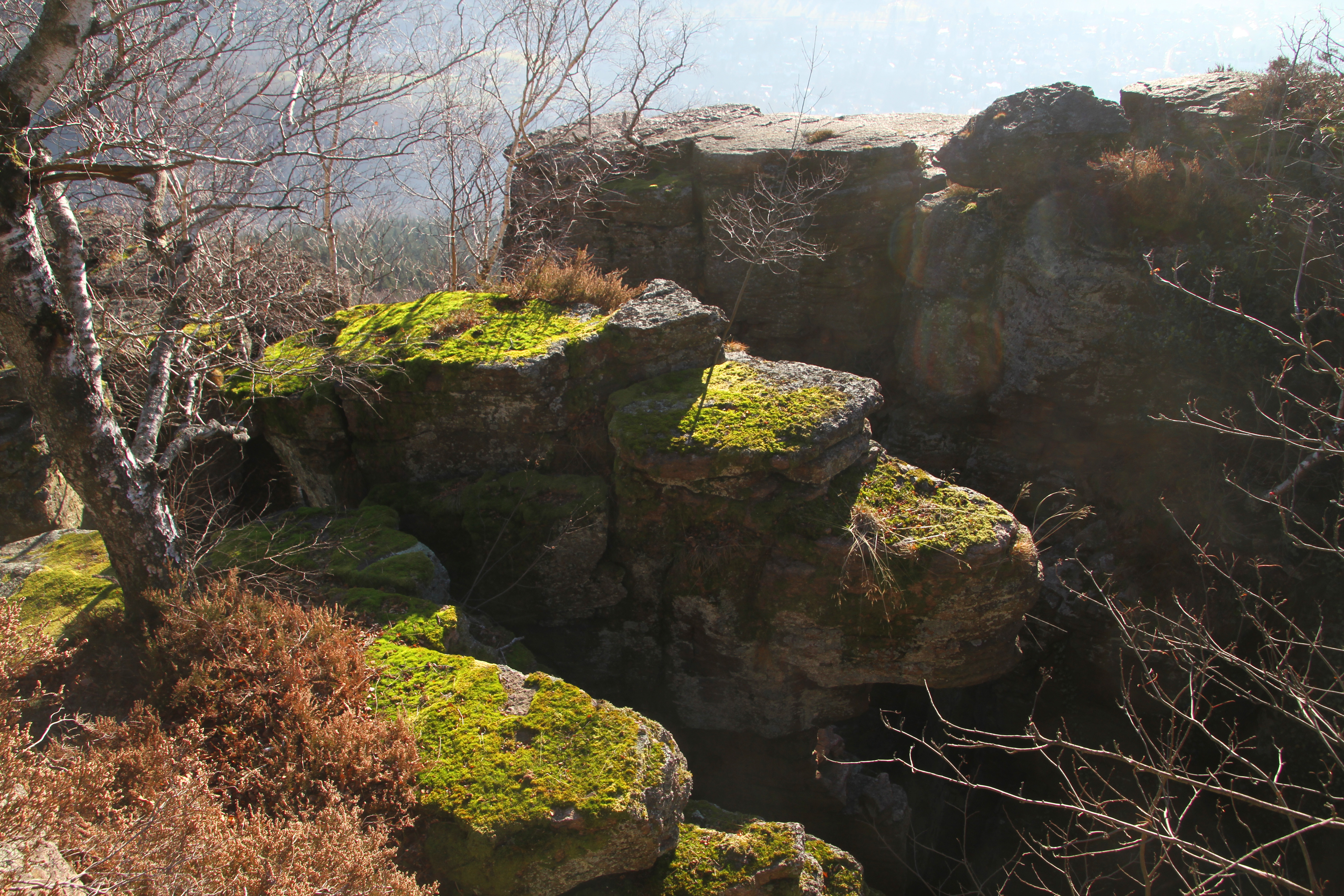
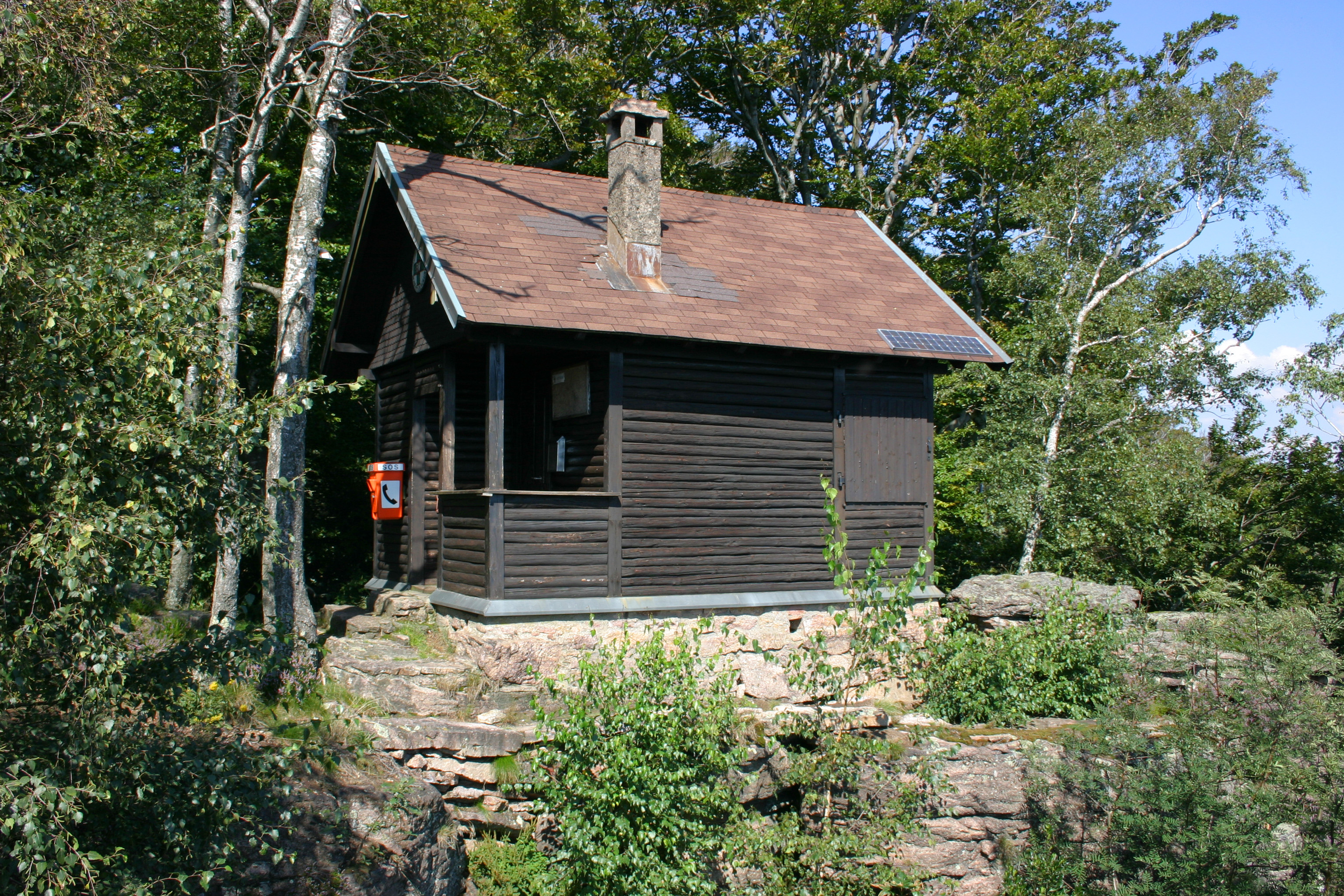
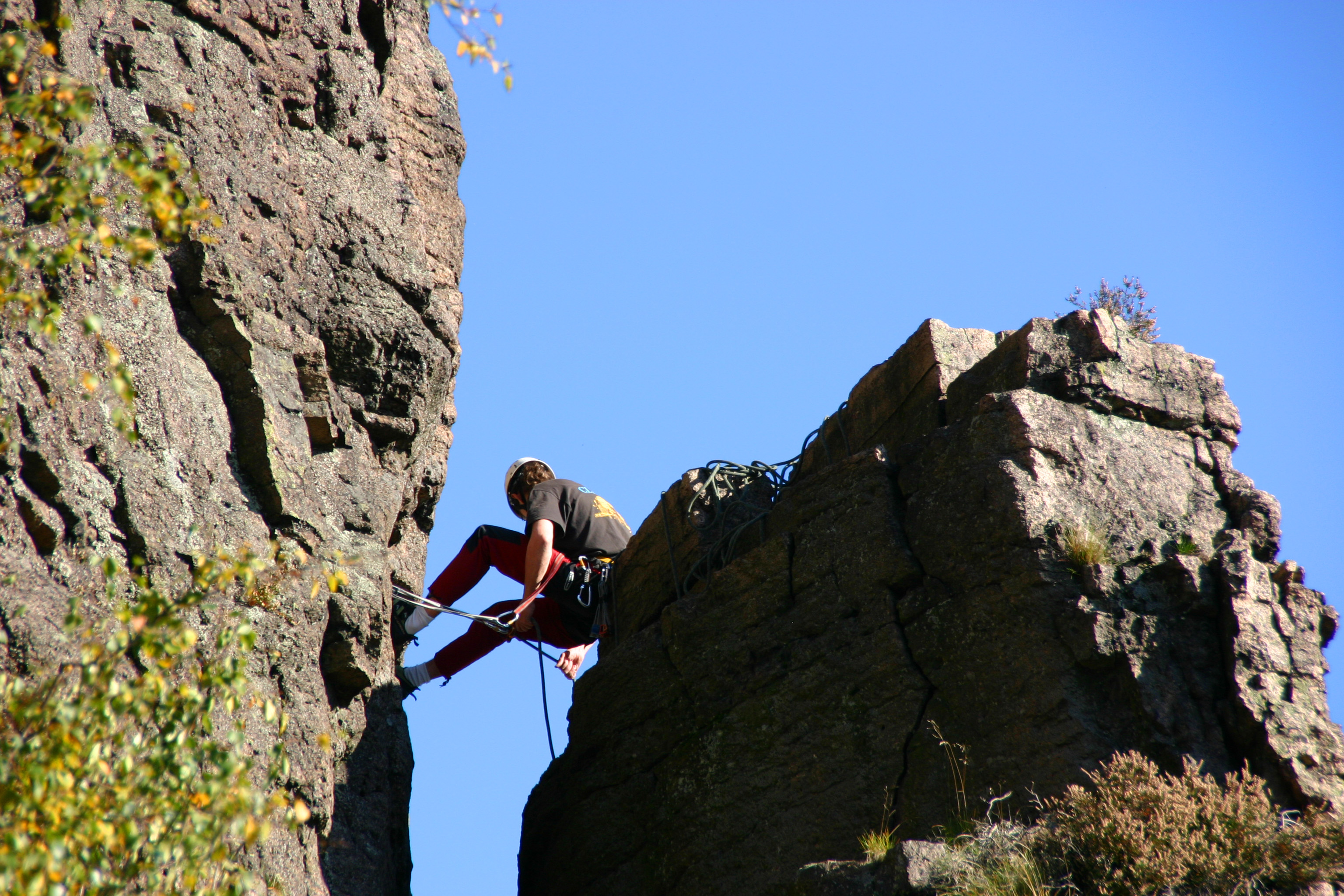
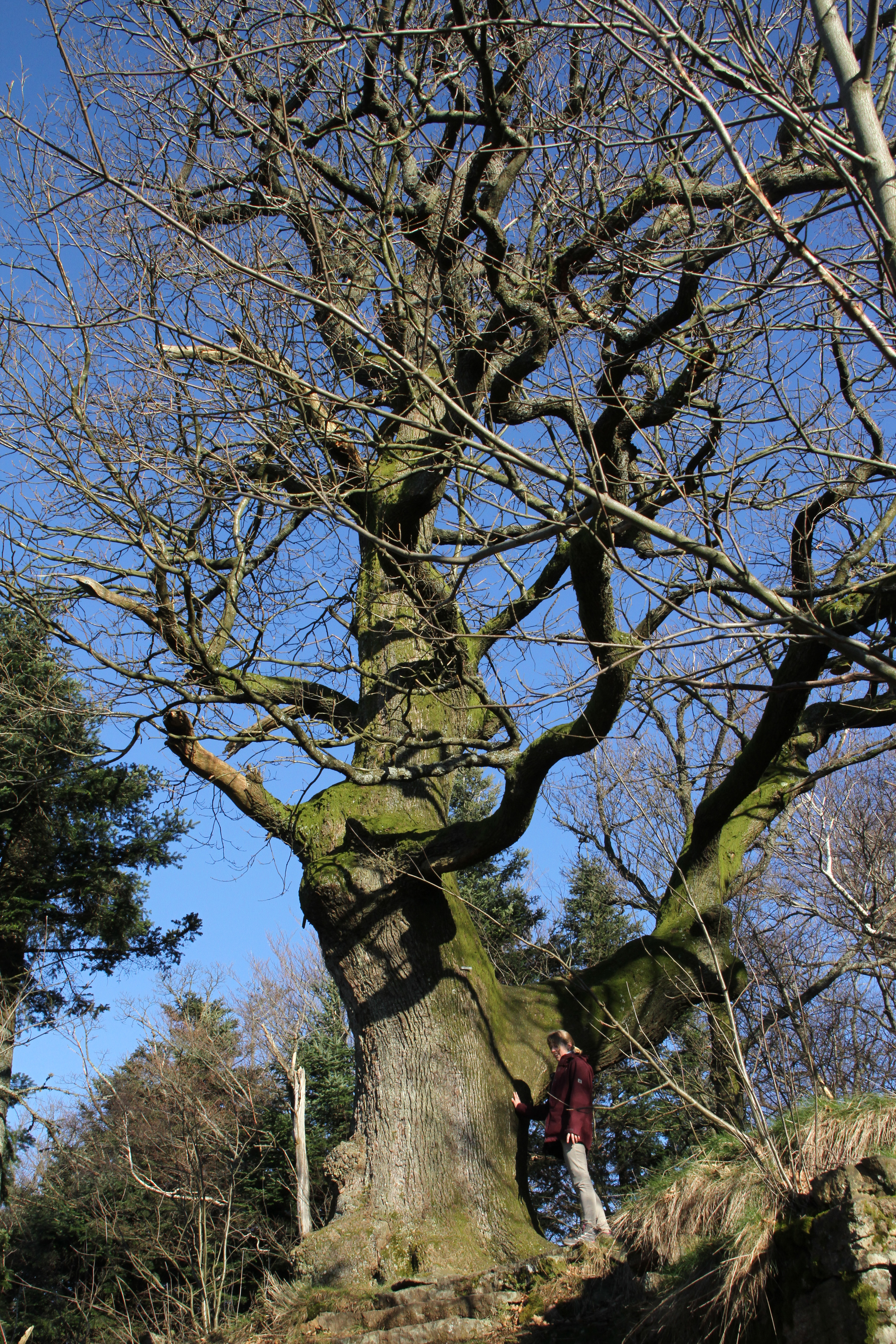
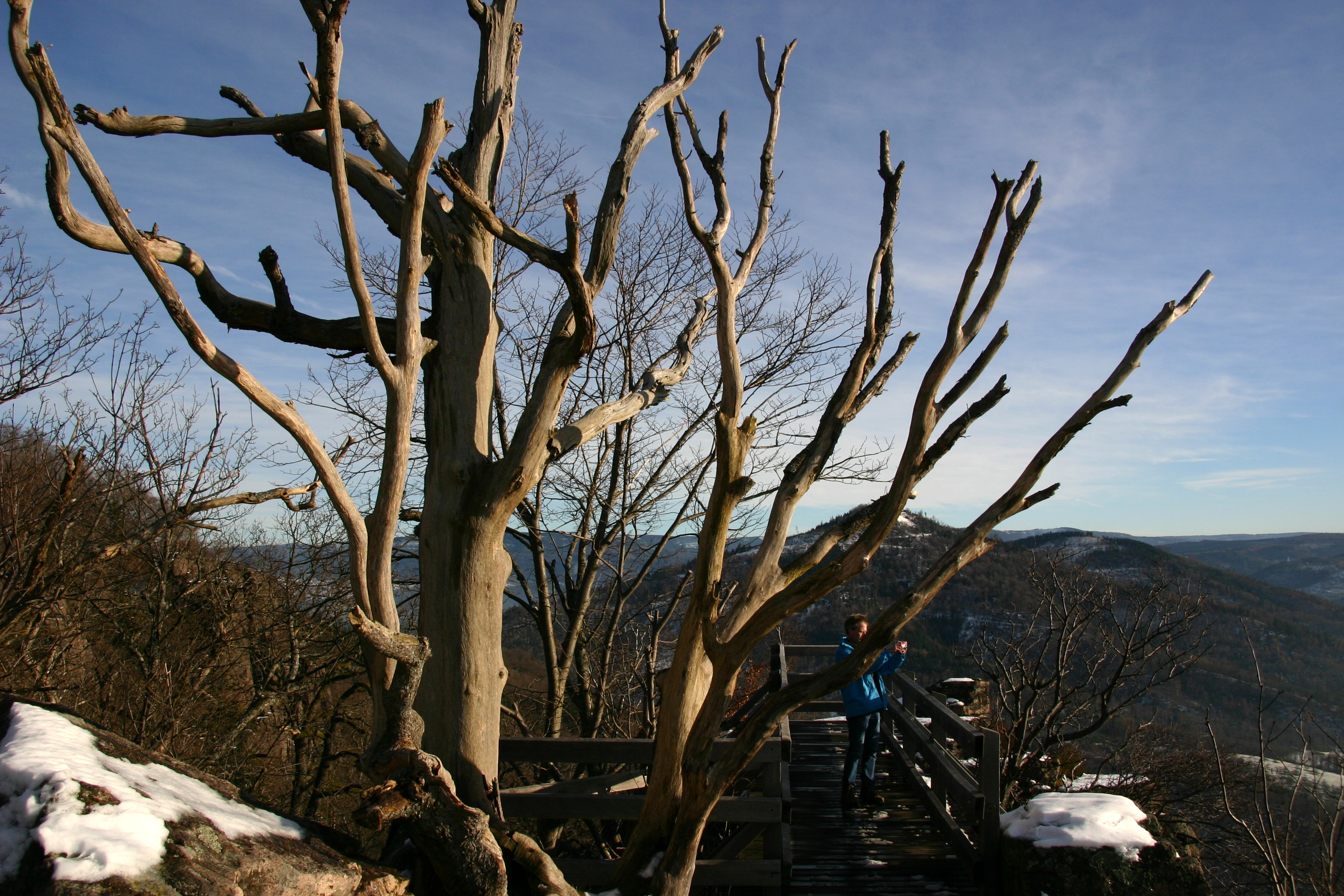
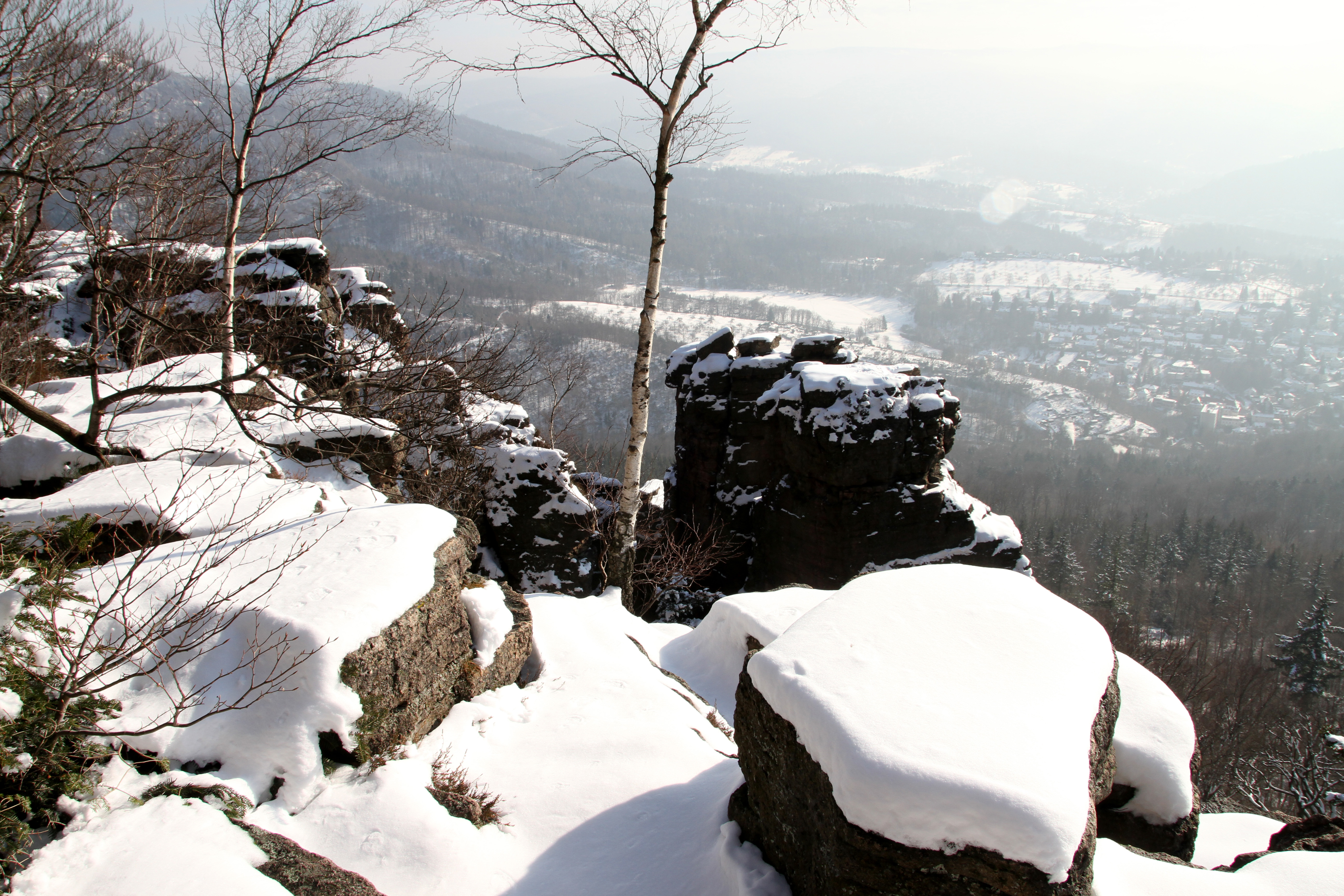